# Svenja Brunckhorst
Svenja Brunckhorst (* 19. Oktober 1991 in Rotenburg (Wümme)) ist eine deutsche ehemalige Basketballspielerin. Sie wurde bei den Olympischen Sommerspielen 2024 in Paris Olympiasiegerin mit der deutschen 3×3-Basketballnationalmannschaft der Damen.

## Laufbahn
Die in Rotenburg (Wümme) geborene Brunckhorst zog im Alter von zehn Jahren mit ihrer Familie nach Wasserburg am Inn. Sie spielte in der Jugend des TSV 1880 Wasserburg, wurde in den Altersbereichen U16, U18 und U20 in die deutschen Nationalmannschaften berufen. Mit der Damenmannschaft Wasserburgs wurde die 1,79 Meter große Flügelspielerin 2008 und 2011 deutscher Meister sowie 2011 Pokalsieger.
Nach einer Zwischenstation beim USC Freiburg im Spieljahr 2011/12 kehrte sie nach Wasserburg zurück. 2013, 2014, 2015 und 2016 gewann Brunckhorst mit den Oberbayern abermals die deutsche Meisterschaft sowie 2014, 2015 und 2016 zusätzlich den Pokalwettbewerb. Mit Wasserburg spielte sie ebenfalls in europäischen Vereinswettbewerben. Ihren höchsten Punktedurchschnitt in der Bundesliga erzielte Brunckhorst während der Saison 2015/16, als sie pro Begegnung auf 8,6 Punkte kam.
In der Sommerpause 2016 wechselte sie zum spanischen Erstligisten Cadí La Seu, im Vorfeld des Spieljahres 2017/18 schloss sie sich dem französischen Erstligisten Cavigal de Nice an. Zum Spieljahr 2018/19 kehrte sie erneut nach Wasserburg zurück. Brunckhorst spielte bis 2020 in Wasserburg, danach betätigte sie sich hauptsächlich in der Basketballspielart 3×3 und weilte am Bundesstützpunkt in Hannover.
Ihren Einstand in der deutschen A-Nationalmannschaft gab die Flügelspielerin im Mai 2013. Sie stieg zur Kapitänin der DBB-Auswahl auf. 2019 erhielt sie den Sportehrenpreis der Stadt Wasserburg. Im August 2019 wurde sie deutsche Meisterin in der Spielart 3×3. Im „3×3“ wurde Brunckhorst ebenfalls Nationalspielerin. Sie nahm 2023 in der herkömmlichen Basketballspielart an der Europameisterschaft teil und erreichte mit der deutschen Auswahl den sechsten Platz.
Sie wurde 2024 ins deutsche 3×3-Aufgebot für die Olympischen Sommerspiele in Paris berufen und gewann mit diesem als Kapitänin die erste Goldmedaille für eine deutsche Basketball-Mannschaft. Nach dem Turnier beendete sie ihre Spielerkarriere. Brunckhorst wurde im Oktober 2024 die Ehrenmitgliedschaft des TSV Wasserburg verliehen, sie trug sich ins Goldene Buch der Stadt Wasserburg ein, und ein örtlicher 3×3-Basketballplatz wurde nach ihr benannt. Am 4. November 2024 wurde sie vom Bundespräsidenten Frank-Walter Steinmeier mit dem Silbernen Lorbeerblatt ausgezeichnet.

## Medientätigkeiten und Funktionärin
Brunckhorst war Sportsoldatin. Als Kommentatorin der Basketballwettbewerbe gehörte sie bei den 2021 ausgetragenen Olympischen Sommerspiele 2020 zum Stab des Fernsehsenders Eurosport. Seit der Saison 2023/24 kommentiert Brunckhorst Spiele der Basketball-Bundesliga auf Dyn.
2019 schloss Brunckhorst ein Studium zum Thema Sportmanagement und internationales Management ab. Im Sommer 2023 wurde ihre Berufung zur Managerin für Mädchen- und Frauenbasketball bei Alba Berlin bekannt gegeben. Nach einer Einarbeitungsphase noch während ihrer Spielerkarriere trat sie die Stelle zur Saison 2024/25 an.

## Privates
Brunckhorst ist mit der deutschen Basketballspielerin Emily Bessoir liiert.